# Ramos da física
Na ciência, os ramos da física lidam com a interação de matéria e energia. A física é uma disciplina científica que visa construir e testar experimentalmente teorias do universo físico. Essas teorias variam em seu escopo e podem ser organizadas em vários ramos distintos, que são descritos neste artigo.

## Cosmologia
A cosmologia estuda como o universo veio a existir e seu destino final. É estudado por físicos e astrofísicos.

## Mecânica clássica
A mecânica clássica é um modelo da física das forças agindo sobre os corpos; inclui subcampos para descrever o comportamento de sólidos, gases e fluidos. É frequentemente referido como "mecânica newtoniana" em homenagem a Isaac Newton e suas leis do movimento. A mecânica clássica se refere às três principais formulações da mecânica pré-relativística: a mecânica newtoniana, mecânica lagrangeana e a mecânica hamiltoniana.

## Eletromagnetismo e fotônica
O estudo do comportamento dos elétrons, meios elétricos, ímãs, campos magnéticos e interações gerais da luz.
Óptica é o estudo dos movimentos da luz, incluindo reflexão, refração, difração e interferência.

## Termodinâmica e mecânica estatística
O primeiro capítulo de The Feynman Lectures on Physics é sobre a existência de átomos, que Feynman considerou ser a declaração mais compacta da física, da qual a ciência poderia facilmente resultar, mesmo se todos os outros conhecimentos fossem perdidos. Modelando a matéria como coleções de esferas duras, é possível descrever a teoria cinética dos gases, na qual a termodinâmica clássica se baseia.
A termodinâmica é o ramo da física que estuda as causas e os efeitos de mudanças na temperatura, pressão e volume — e de outras grandezas termodinâmicas fundamentais em casos menos gerais — em sistemas físicos em escala macroscópica. 
A mecânica estatística ou física estatística é o ramo da física que, utilizando a teoria das probabilidades, estuda o comportamento de sistemas mecânicos macroscópicos compostos por um elevado número de entidades constituintes microscópicas a partir do comportamento destas entidades, quando seus estados são incertos ou indefinidos. Os constituintes podem ser átomos, moléculas, íons, entre outros. É uma teoria que relaciona um nível de descrição macroscópico (Termodinâmica) com um nível microscópico (Mecânica).

## Mecânica relativística
A mecânica relativística examina as implicações de espaço e tempo para a mecânica, particularmente para o momento relativístico e a energia. Ele também explora as medidas do comprimento de onda e/ou frequência da luz produzida por fontes móveis (o efeito Doppler relativístico).
A Teoria da Relatividade Especial ou Teoria da Relatividade Restrita tem uma relação com o eletromagnetismo e a mecânica; isto é, o princípio da relatividade e o princípio da ação estacionária em mecânica podem ser usados para derivar as equações de Maxwell, e vice-versa. A Teoria Especial da Relatividade foi publicada pela primeira vez por Albert Einstein em 1905, estudo a física do movimento na ausência de campos gravitacionais.
A teoria da relatividade geral, é uma teoria geométrica da gravitação publicada por Albert Einstein em 1915 e a descrição atual da gravitação na física moderna. É um conjunto de hipóteses que generaliza a relatividade especial e a lei da gravitação universal de Newton, fornecendo uma descrição unificada da gravidade como uma propriedade geométrica do espaço e do tempo, ou espaço-tempo. Em particular, a "curvatura do espaço-tempo" está diretamente relacionada à energia e ao momento de qualquer matéria e radiação presente. A relação é especificada pelas equações de campo de Einstein, um sistema de equações diferenciais parciais.

## Mecânica quântica, física atômica e física molecular
A mecânica quântica é o ramo da física que trata os sistemas atômicos e subatômicos e sua interação com base na observação de que todas as formas de energia são liberadas em unidades discretas ou feixes chamados "quanta". A mecânica quântica é também conhecida como física quântica, teoria quântica, modelo mecânico de ondas e mecânica de matriz. Ela é a teoria física que obtém sucesso no estudo dos sistemas físicos cujas dimensões são próximas ou abaixo da escala atômica, tais como moléculas, átomos, elétrons, prótons e de outras partículas subatômicas, muito embora também possa descrever fenômenos macroscópicos em diversos casos.
A mecânica quântica foi combinada com a teoria da relatividade na formulação de Paul Dirac. Outros desenvolvimentos incluem estatística quântica, eletrodinâmica quântica, preocupada com interações entre partículas carregadas e campos eletromagnéticos; e sua generalização, teoria quântica de campos.

### Teoria das cordas
Uma possível candidata à teoria de tudo, essa teoria combina a teoria da relatividade geral e a mecânica quântica para fazer uma única teoria. Esta teoria pode prever propriedades de objetos pequenos e grandes. Esta teoria está atualmente em estágio de desenvolvimento.

## Física de matéria condensada
O campo da física que lida com o estudo das propriedades físicas da matéria em uma fase condensada. Em particular, é a que se ocupa com a fase "condensada" que aparece sempre que o número de constituintes de um sistema (átomos, elétrons, etc.) é extremamente grande e as interações entre os constituintes são fortes. 

## Física de partículas de alta energia e física nuclear
A física de partículas estuda a natureza das partículas, enquanto a física nuclear estuda os núcleos atômicos.

## Campos interdisciplinares
Aos campos interdisciplinares, que definem parcialmente ciências próprias, pertencem, por exemplo, a
- agrofísica é um ramo da ciência que faz fronteira com a agronomia e a física
- astrofísica, a física no universo, incluindo as propriedades e interações dos corpos celestes na astronomia.
- biofísica, estudos das interações físicas dos processos biológicos.
- física química, a ciência das relações físicas em química.
- física computacional, a aplicação de computadores e métodos numéricos a sistemas físicos.
- econofísica, que trata dos processos físicos e suas relações na ciência da economia.
- física ambiental, o ramo da física preocupado com a medição e análise das interações entre os organismos e seu ambiente.
- engenharia física, a disciplina combinada de física e engenharia.
- geofísica, as ciências das relações físicas em nosso planeta.
- física matemática, matemática relativa a problemas físicos.
- física médica, a aplicação da física na medicina para prevenção, diagnóstico e tratamento.
- físico-química, lidando com processos físicos e suas relações na ciência da físico-química.
- oceanografia física, é o estudo das condições físicas e processos físicos dentro do oceano, especialmente os movimentos e propriedades físicas das águas do oceano.
- psicofísica, a ciência das relações físicas em psicologia
- computação quântica, o estudo de sistemas de computação mecânica quântica.
- sociofísica ou física social, é um campo da ciência que usa ferramentas matemáticas inspiradas na física para compreender o comportamento das multidões humanas.